# レティン寺
レティン寺はチベット仏教ゲルク派の寺院。所在地は中華人民共和国チベット自治区ラサ市ルンドゥプ県。座主はレティン・リンポチェと称する。
レティン・リンポチェ5世のジャムペル・イェーシェーギャルツェンはダライ・ラマ14世の捜索にかかわったとして逮捕され、1947年に獄死した。7世リンポチェはインドへ亡命し、生活している。